# Omringdijk van de Drooggemaakte Noordplas
Het waterschap De Omringdijk van de Drooggemaakte Noordplas was een waterschap in de gemeente Alphen aan den Rijn (voorheen Rijnwoude, daarvoor Hazerswoude) in de Nederlandse provincie Zuid-Holland.
Het waterschap werd gevormd bij de bedijking van de Noordplassen in 1759 en was verantwoordelijk voor de dijken en afwatering, maar niet voor de polders binnen de Noordplassen.